# Grippia
Grippia – rodzaj niewielkich, prymitywnych przedstawicieli nadrzędu Ichthyopterygia i rzędu Grippidia, występujących wzdłuż wybrzeży półkuli północnej we wczesnym triasie (od oleneku do anizyku), 247–240 milionów lat temu.

## Opis
Grippia osiągała długość 1–1,5 m i wagę 30 kg. Była jednym z najmniejszych przedstawicieli Ichthyopterygia, mającym wydłużony tułów, małe płetwy, wąski ogon i dość krótką, w porównaniu do późniejszych i bardziej zaawansowanych ewolucyjnie ichtiozaurów (Ichthyosauria), głowę z dużymi oczami.

## Historia odkryć
Skamieniałości grippii odnajdywano wzdłuż wybrzeży Kanady, Grenlandii, Chin oraz Japonii. Czaszki tych gadów były przez długi czas jedynymi dowodami na istnienie wczesnotriasowych przedstawicieli Ichthyopterygia.

## Gatunki
- Grippia longirostris (typowy)
- Grippia geishanensis
- Grippia hataii
- Grippia microenta